# Floressas
Floressas ou Floreçàs en occitan, est une commune française, située dans le sud-ouest du département du Lot en région Occitanie.
Elle est également dans le Quercy Blanc, une région naturelle correspondant à la partie méridionale du Quercy, devant son nom à ses calcaires lacustres du Tertiaire.
Exposée à un climat océanique altéré, elle est drainée par le ruisseau de Saint-Matré et par deux autres cours d'eau. La commune possède un patrimoine naturel remarquable composé de deux zones naturelles d'intérêt écologique, faunistique et floristique.
Floressas est une commune rurale qui compte 179 habitants en 2022, après avoir connu un pic de population de 741 habitants en 1793.  Ses habitants sont appelés les Floressacois ou  Floressacoises.

## Géographie
Commune située entre la basse vallée du Lot et le Quercy Blanc.

### Communes limitrophes
Floressas est limitrophe de six autres communes.
Les communes limitrophes sont  Grézels, Lacapelle-Cabanac, Porte-du-Quercy, Puy-l'Évêque, Sérignac et Vire-sur-Lot.
|                   | Vire-sur-Lot | Puy-l'Évêque |
| Lacapelle-Cabanac | Floressas    | Grézels      |
| Sérignac          | Le Boulvé    |              |

### Hydrographie
Commune est arrosée par le Ruisseau de Saint-Matré un affluent du Lot.

### Géologie et relief
La superficie de la commune est de 328 hectares ; son altitude varie de 80  à   120 mètres.

### Voies de communication et transports
Accès avec la RD 811 (ex RN 111) puis prendre la route départementale D 207.

### Climat
Pour des articles plus généraux, voir Climat de l'Occitanie et Climat du Lot.
En 2010, le climat de la commune est de type climat océanique altéré, selon une étude s'appuyant sur une série de données couvrant la période 1971-2000. En 2020, Météo-France publie une typologie des climats de la France métropolitaine dans laquelle la commune est toujours exposée à un climat océanique altéré et est dans la région climatique Aquitaine, Gascogne, caractérisée par une pluviométrie abondante au printemps, modérée en automne, un faible ensoleillement au printemps, un été chaud (19,5 °C), des vents faibles, des brouillards fréquents en automne et en hiver et des orages fréquents en été (15 à 20 jours).
Pour la période 1971-2000, la température annuelle moyenne est de 12,4 °C, avec une amplitude thermique annuelle de 15,4 °C. Le cumul annuel moyen de précipitations est de 885 mm, avec 12,1 jours de précipitations en janvier et 6,8 jours en juillet. Pour la période 1991-2020, la température moyenne annuelle observée sur la station météorologique la plus proche, située sur la commune d'Anglars-Juillac à 8 km à vol d'oiseau, est de 13,5 °C et le cumul annuel moyen de précipitations est de 822,6 mm,. Pour l'avenir, les paramètres climatiques de la commune estimés pour 2050 selon différents scénarios d’émission de gaz à effet de serre sont consultables sur un site dédié publié par Météo-France en novembre 2022.

### Milieux naturels et biodiversité

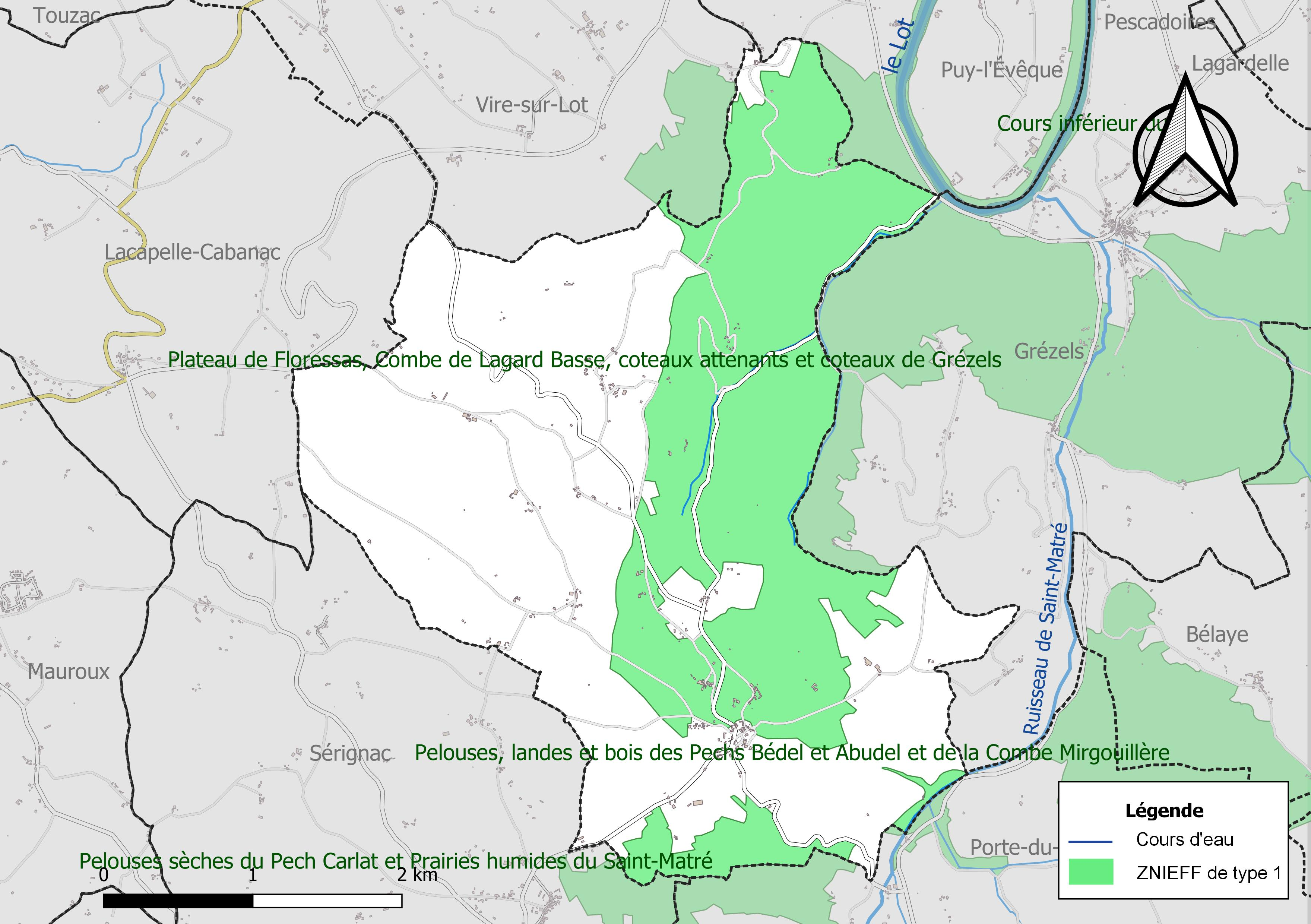
Carte des ZNIEFF de type 1 localisées sur la commune.

L’inventaire des zones naturelles d'intérêt écologique, faunistique et floristique (ZNIEFF) a pour objectif de réaliser une couverture des zones les plus intéressantes sur le plan écologique, essentiellement dans la perspective d’améliorer la connaissance du patrimoine naturel national et de fournir aux différents décideurs un outil d’aide à la prise en compte de l’environnement dans l’aménagement du territoire.
Deux ZNIEFF de type 1 sont recensées sur la commune :
les « pelouses sèches du pech Carlat et prairies humides du Saint-Matré » (134 ha), couvrant 4 communes du département et 
le « plateau de Floressas, combe de Lagard Basse, coteaux attenants et coteaux de Grézels » (1 114 ha), couvrant 6 communes du département.

## Urbanisme

### Typologie
Au 1er janvier 2024, Floressas est catégorisée commune rurale à habitat très dispersé, selon la nouvelle grille communale de densité à sept niveaux définie par l'Insee en 2022.
Elle est située hors unité urbaine et hors attraction des villes,.

### Occupation des sols
L'occupation des sols de la commune, telle qu'elle ressort de la base de données européenne d’occupation biophysique des sols Corine Land Cover (CLC), est marquée par l'importance des territoires agricoles (56,9 % en 2018), une proportion sensiblement équivalente à celle de 1990 (57,3 %). La répartition détaillée en 2018 est la suivante : 
zones agricoles hétérogènes (48,5 %), forêts (39,6 %), cultures permanentes (6,5 %), milieux à végétation arbustive et/ou herbacée (3,5 %), prairies (1,9 %). L'évolution de l’occupation des sols de la commune et de ses infrastructures peut être observée sur les différentes représentations cartographiques du territoire : la carte de Cassini (XVIIIe siècle), la carte d'état-major (1820-1866) et les cartes ou photos aériennes de l'IGN pour la période actuelle (1950 à aujourd'hui).

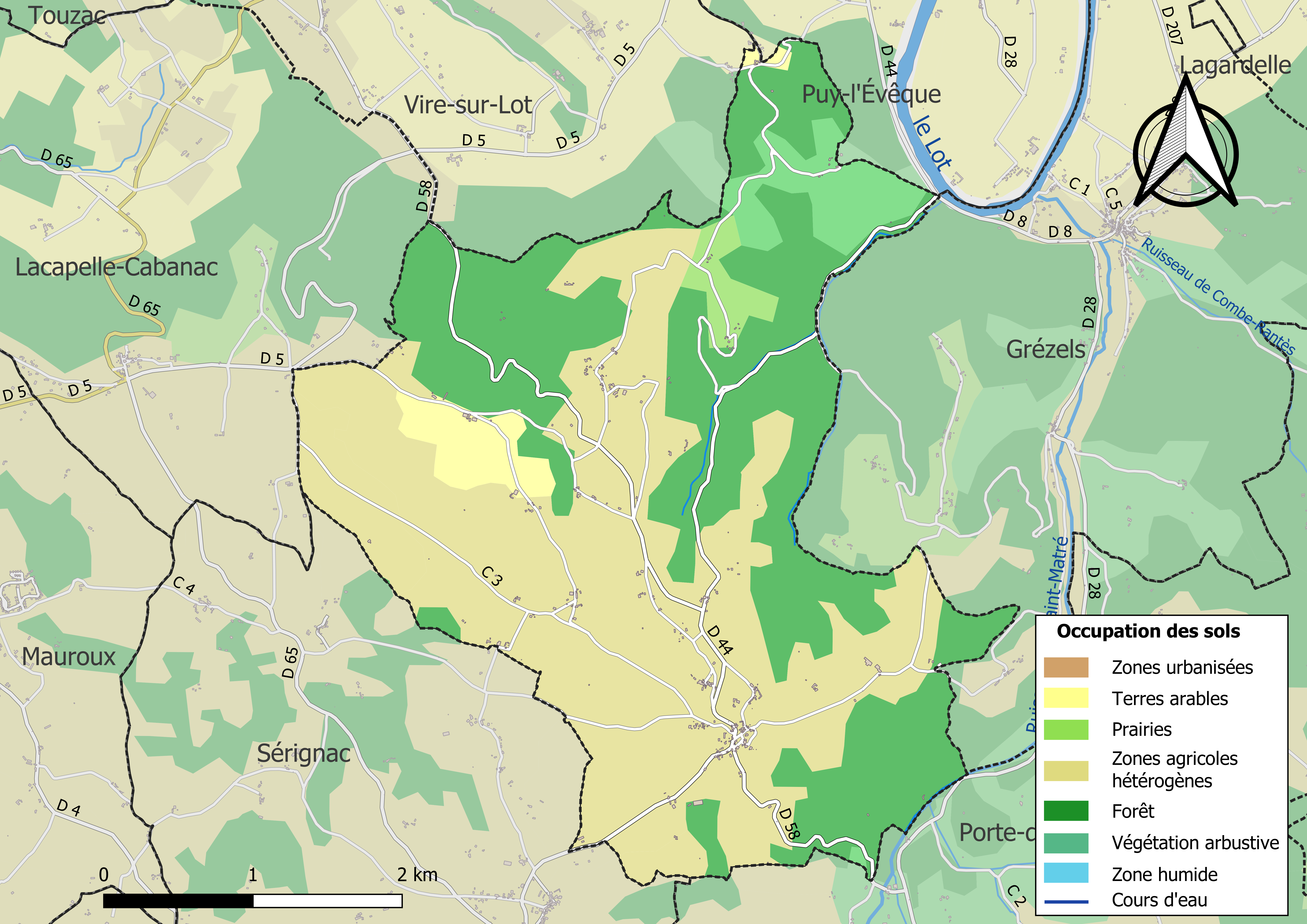
Carte des infrastructures et de l'occupation des sols de la commune en 2018 (CLC).

### Risques majeurs
Le territoire de la commune de Floressas est vulnérable à différents aléas naturels : météorologiques (tempête, orage, neige, grand froid, canicule ou sécheresse), inondations, feux de forêts, mouvements de terrains et séisme (sismicité très faible). Il est également exposé à un risque technologique, la rupture d'un barrage. Un site publié par le BRGM permet d'évaluer simplement et rapidement les risques d'un bien localisé soit par son adresse soit par le numéro de sa parcelle.

#### Risques naturels
Certaines parties du territoire communal sont susceptibles d’être affectées par le risque d’inondation par débordement de cours d'eau, notamment le ruisseau de Saint-Matré. La cartographie des zones inondables en ex-Midi-Pyrénées réalisée dans le cadre du XIe Contrat de plan État-région, visant à informer les citoyens et les décideurs sur le risque d’inondation, est accessible sur le site de la DREAL Occitanie. La commune a été reconnue en état de catastrophe naturelle au titre des dommages causés par les inondations et coulées de boue survenues en 1982 et 1999,.
Floressas est exposée au risque de feu de forêt. Un plan départemental de protection des forêts contre les incendies a été approuvé par arrêté préfectoral le 30 novembre 2015 pour la période 2015-2025. Les propriétaires doivent ainsi couper les broussailles, les arbustes et les branches basses sur une profondeur de 50 mètres, aux abords des constructions, chantiers, travaux et installations de toute nature, situées à moins de 200 mètres de terrains en nature
de bois, forêts, plantations, reboisements, landes ou friches. Le brûlage des déchets issus de l’entretien des parcs et jardins des ménages et des collectivités est interdit. L’écobuage est également interdit, ainsi que les feux de type méchouis et barbecues, à l’exception de ceux prévus dans des installations fixes (non situées sous couvert d'arbres) constituant une dépendance d'habitation.

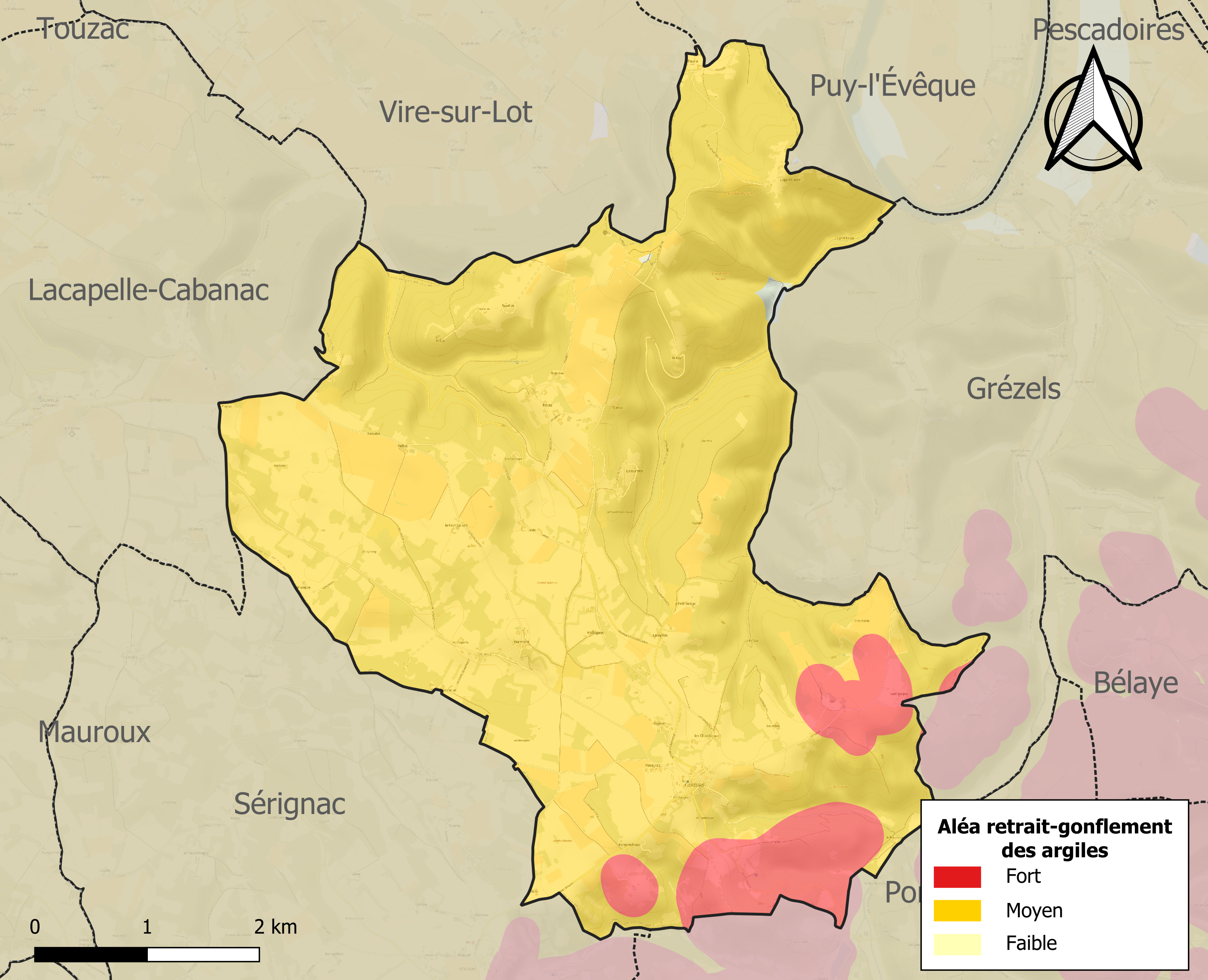
Carte des zones d'aléa retrait-gonflement des sols argileux de Floressas.

Les mouvements de terrains susceptibles de se produire sur la commune sont des affaissements et effondrements liés aux cavités souterraines (hors mines), des éboulements, chutes de pierres et de blocs, des glissements de terrain et des tassements différentiels. Par ailleurs, afin de mieux appréhender le risque d’affaissement de terrain, l'inventaire national des cavités souterraines permet de localiser celles situées sur la commune.
Le retrait-gonflement des sols argileux est susceptible d'engendrer des dommages importants aux bâtiments en cas d’alternance de périodes de sécheresse et de pluie. 99,8 % de la superficie communale est en aléa moyen ou fort (67,7 % au niveau départemental et 48,5 % au niveau national). Sur les 134 bâtiments dénombrés sur la commune en 2019, 134 sont en aléa moyen ou fort, soit 100 %, à comparer aux 72 % au niveau départemental et 54 % au niveau national. Une cartographie de l'exposition du territoire national au retrait gonflement des sols argileux est disponible sur le site du BRGM,.
Par ailleurs, afin de mieux appréhender le risque d’affaissement de terrain, l'inventaire national des cavités souterraines permet de localiser celles situées sur la commune.
Concernant les mouvements de terrains, la commune a été reconnue en état de catastrophe naturelle au titre des dommages causés par la sécheresse en 1989 et 2009 et par des mouvements de terrain en 1999.

#### Risques technologiques
La commune est en outre située en aval des barrages de Grandval et de Sarrans, des ouvrages de classe A disposant d'une retenue de respectivement 270,6 millions et 296 millions de mètres cubes,. À ce titre elle est susceptible d’être touchée par l’onde de submersion consécutive à la rupture d'un de ces ouvrages.

## Toponymie
Le toponyme Floressas est rencontré avec les formes Floressac et Floressano. Il semble être basé, en première hypothèse, sur l'anthroponyme Florentius. La terminaison -ac est issue du suffixe gaulois -acon (lui-même du celtique commun *-āko-), souvent latinisé en -acum dans les textes. Il serait donc le domaine de Florentius.
D'autres hypothèses intéressantes sont émises, dont une fondée sur la toponymie du lieu et d'anciennes racines en langue francique qui indiquerait un passage peu aisé depuis le haut du bourg (et plus spécifiquement l'ancien bourg - sous l'église) jusqu'au ruisseau de St Matré et l'ancien moulin du Roussenq, en raison d'une zone humide naturelle, de nature sableuse et marécageuse, que l'on retrouve au moins dans une désignation d'une source : la Fontaine de la Sagne.
(Sources : Alain Maignial toponymiste)

## Histoire

### Le temps des seigneurs
Le passé de la commune a passionné un homme, Jean-Baptiste RELHIE, curé à Floressas de 1910 à 1916, et qui est mort des suites d'une maladie contractée pendant la Guerre de 14-18 où il servit comme aumônier… Il a laissé une monographie très bien documentée sur l'histoire de Floressas.
On retrouve également de la documentation sur Floressas dans les bulletins de la société des études du Lot et aux archives départementales du Lot.
- Le premier seigneur de Floressas dont on trouve mention est Armand de MONTAIGUT neveu de l'évêque de Cahors, Sicard de Montaigut, évêque de Cahors (1293-1300). Par mariage la seigneurie passa ensuite aux mains des BEYNAC de Commarque, branche cadette des seigneurs de Beynac en Sarladais. C'est de cette époque que le château semble avoir été érigé.
- Par mariage de Jeanne de BEYNAC en 1550, le fief passa ensuite aux mains des vicomtes des LAGORSE-LIMOGES.
- Au cours du XVIe siècle les LAGORSE-LIMOGES partagèrent la seigneurie avec BELCASTEL seigneur d'ESCAYRAC (en Quercy)
- Enfin, par mariage encore, le fief de FLORESSAS passa (en novembre 1630) à Annet BRACHET de PEYRUSSE.
- Au cours du XVIIIe siècle Floressas fut élevé au rang de marquisat par Louis XIV.
- La seigneurie restera aux mains des marquis de Floressas : les BRACHET de PEYRUSSE de LAGORSE.

Après la révolution, en 1794, la famille des BRACHET passe à l'étranger, à Erfurt capitale de la Thuringe (un des Länder d'Allemagne, situé au centre du pays)

## Politique et administration

### Administration municipale
Le nombre d'habitants au recensement de 2011 étant compris entre 100 et 499, le nombre de membres du conseil municipal pour l'élection de 2014 est de onze,.

### Rattachements administratifs et électoraux
Commune faisant partie de l'arrondissement de Cahors de la communauté de communes de la Vallée du Lot et du Vignoble et du canton de Puy-l'Évêque.

### Liste des maires
| Période                                  | Période  | Identité                        | Étiquette | Qualité |
| ---------------------------------------- | -------- | ------------------------------- | --------- | ------- |
| 1790                                     | 1791     | Pons Charles Fontalbe De Becave |           |         |
| 1791                                     | 1794     | Bertrand Brugalieres            |           |         |
| 1797                                     | 1801     | Pierre Lathèze                  |           |         |
| 1801                                     | 1804     | Pierre Cazes                    |           |         |
| 1804                                     | 1814     | Pierre Monmayou                 |           |         |
| 1814                                     | 1830     | Pierre Latheze                  |           |         |
| 1830                                     | 1849     | Etienne Lafon                   |           |         |
| 1849                                     | 1853     | Pierre Victor Latheze           |           |         |
| 1853                                     | 1854     | Pierre Cazes                    |           |         |
| 1854                                     | 1860     | Jean Fabre                      |           |         |
| 1861                                     | 1863     | Louis Bataille                  |           |         |
| 1863                                     | 1870     | Antoine Caillac                 |           |         |
| 1870                                     | 1884     | Etienne Brugalieres             |           |         |
| 1884                                     | 1900     | Basile Loussert                 |           |         |
| 1900                                     | 1941     | Joseph Brugalieres              |           |         |
| 1941                                     | 1942     | Abel Brousse                    |           |         |
| 1942                                     | 1950     | Marius Vessie                   |           |         |
| 1950                                     | 1968     | Gabriel Rouquie                 |           |         |
| 1968                                     | 1993     | Gérard Brousse                  |           |         |
| 1993                                     | 2001     | Yves Froment                    |           |         |
| 2001                                     | 2008     | Marie-claude Liger              |           |         |
| 2008                                     | 2014     | Nicolas Froment                 |           |         |
| 2014                                     | En cours | Alain Dutranois                 |           |         |
| Les données manquantes sont à compléter. |          |                                 |           |         |

## Population et société

### Démographie
L'évolution du nombre d'habitants est connue à travers les recensements de la population effectués dans la commune depuis 1793. Pour les communes de moins de 10 000 habitants, une enquête de recensement portant sur toute la population est réalisée tous les cinq ans, les populations de référence des années intermédiaires étant quant à elles estimées par interpolation ou extrapolation. Pour la commune, le premier recensement exhaustif entrant dans le cadre du nouveau dispositif a été réalisé en 2004.

En 2022, la commune comptait 179 habitants, en évolution de +12,58 % par rapport à 2016 (Lot : +1,31 %, France hors Mayotte : +2,11 %).
| 1793 | 1800 | 1806 | 1821 | 1831 | 1836 | 1841 | 1846 | 1851 |
| ---- | ---- | ---- | ---- | ---- | ---- | ---- | ---- | ---- |
| 741  | 631  | 642  | 677  | 651  | 663  | 640  | 617  | 624  |

| 1856 | 1861 | 1866 | 1872 | 1876 | 1881 | 1886 | 1891 | 1896 |
| ---- | ---- | ---- | ---- | ---- | ---- | ---- | ---- | ---- |
| 602  | 601  | 605  | 601  | 599  | 571  | 464  | 442  | 429  |

| 1901 | 1906 | 1911 | 1921 | 1926 | 1931 | 1936 | 1946 | 1954 |
| ---- | ---- | ---- | ---- | ---- | ---- | ---- | ---- | ---- |
| 364  | 354  | 304  | 260  | 258  | 265  | 244  | 215  | 197  |

| 1962 | 1968 | 1975 | 1982 | 1990 | 1999 | 2004 | 2006 | 2009 |
| ---- | ---- | ---- | ---- | ---- | ---- | ---- | ---- | ---- |
| 204  | 172  | 179  | 205  | 199  | 145  | 145  | 146  | 151  |

| 2014 | 2019 | 2022 | - | - | - | - | - | - |
| ---- | ---- | ---- | - | - | - | - | - | - |
| 160  | 170  | 179  | - | - | - | - | - | - |

| selon la population municipale des années : | 1968 | 1975 | 1982 | 1990 | 1999 | 2006 | 2009 | 2013 |
| Rang de la commune dans le département      | 250  | 292  | 187  | 188  | 260  | 264  | 261  | 262  |
| Nombre de communes du département           | 340  | 340  | 340  | 340  | 340  | 340  | 340  | 340  |

### Enseignement
Floressas fait partie de l'académie de Toulouse.

### Culture et festivités
Salle des fêtes, fête votive en août, comité des fêtes, 
- Vide grenier de l'association Yaika Solidaire 46 depuis 2009[39].
- Presque une tradition ! Depuis 2007, un repas de Noël traditionnel "anglais" est organisé par les habitants britanniques de la commune.
- Des jeux inter-villages ont été organisés de 2008 à 2014 (communes organisatrices : Floressas, Sérignac, Lacapelle-Cabanac, Mauroux)

### Activités sportives
Chasse, pétanque, randonnée pédestre et VTT "la Floressacoise". Championnats d'Europe de singlespeed (SSEC) 2012.

### Écologie et recyclage
La collecte et le traitement des déchets des ménages et des déchets assimilés ainsi que la protection et la mise en valeur de l'environnement se font dans le cadre du SYDED.

## Économie

### Revenus
En 2018, la commune compte 71 ménages fiscaux, regroupant 149 personnes. La médiane du revenu disponible par unité de consommation est de 21 100 € (20 740 € dans le département).

### Emploi
|                | 2008   | 2013  | 2018   |
| -------------- | ------ | ----- | ------ |
| Commune        | 12,5 % | 6,8 % | 13,7 % |
| Département    | 7,3 %  | 8,9 % | 9,6 %  |
| France entière | 8,3 %  | 10 %  | 10 %   |

En 2018, la population âgée de 15 à 64 ans s'élève à 93 personnes, parmi lesquelles on compte 75,8 % d'actifs (62,1 % ayant un emploi et 13,7 % de chômeurs) et 24,2 % d'inactifs,. Depuis 2008, le taux de chômage communal (au sens du recensement) des 15-64 ans est supérieur à celui de la France et du département.
La commune est hors attraction des villes,. Elle compte 60 emplois en 2018, contre 38 en 2013 et 51 en 2008. Le nombre d'actifs ayant un emploi résidant dans la commune est de 59, soit un indicateur de concentration d'emploi de 101,7 % et un taux d'activité parmi les 15 ans ou plus de 48,7 %.
Sur ces 59 actifs de 15 ans ou plus ayant un emploi, 21 travaillent dans la commune, soit 35 % des habitants. Pour se rendre au travail, 85 % des habitants utilisent un véhicule personnel ou de fonction à quatre roues, 3,3 % s'y rendent en deux-roues, à vélo ou à pied et 11,7 % n'ont pas besoin de transport (travail au domicile).

### Activités hors agriculture
22 établissements sont implantés  à Floressas au 31 décembre 2019.
Le secteur du commerce de gros et de détail, des transports, de l'hébergement et de la restauration est prépondérant sur la commune puisqu'il représente 40,9 % du nombre total d'établissements de la commune (9 sur les 22 entreprises implantées  à Floressas), contre 29,9 % au niveau départemental.

### Agriculture
|               | 1988 | 2000 | 2010 | 2020 |
| ------------- | ---- | ---- | ---- | ---- |
| Exploitations | 22   | 14   | 6    | 6    |
| SAU (ha)      | 485  | 288  | 141  | 353  |

La commune est dans les Causses », une petite région agricole occupant une grande partie centrale du département du Lot. En 2020, l'orientation technico-économique de l'agriculture  sur la commune est la viticulture. Six exploitations agricoles ayant leur siège dans la commune sont dénombrées lors du recensement agricole de 2020 (22 en 1988). La superficie agricole utilisée est de 353 ha,,.

## Culture locale et patrimoine

### Lieux et monuments
- Église Saint-Martin de Floressas. L'édifice est référencé dans la base Mérimée et à l'Inventaire général Région Occitanie[44]. Plusieurs objets sont référencer dans la base Palissy[44].
- Château de Floressas : château - donjon XIVe siècle

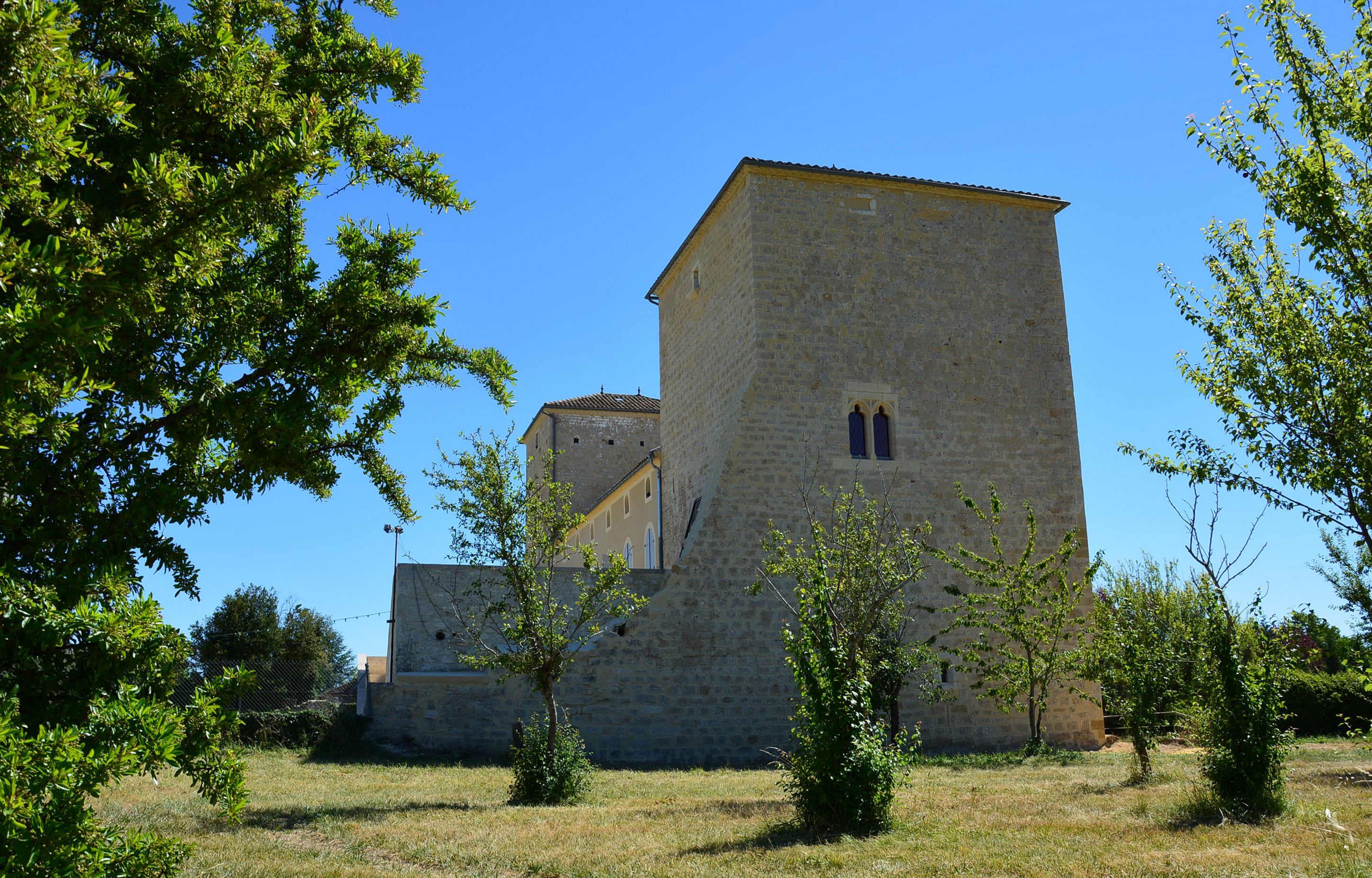
Château de Floressas - Le donjon XIVe

Légèrement en retrait du bourg, le château en impose par la démesure de ses deux tours carrées massives et de son bâtiment central.
Ce château appartint aux seigneurs de Floressas jusqu'en l'an IV de la République, date à laquelle il fut vendu, à Lauzerte, comme bien national, puis sans doute en partie détruit, à moins qu'il n'ait été démantelé à ce moment-là.
En effet, sur le cadastre "napoléonien" de 1835, ne sont portés que la tour et le donjon.
On retrouve les traces de ces bouleversements un peu partout : remaniement des murs, fenêtres bouchées ou rajoutées, corps de logis central complètement reconstruit au XIXe (hormis la base encore visible datant du XIVe)

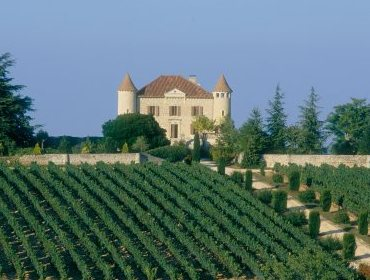
Château de Chambert.

Château de Chambert : château haut perché. Actuellement domaine de 60 ha de vignes (faisait 300 ha avant les ravages du phylloxera) ayant appartenu, à la fin du XIXe siècle, au général Bataille, mort sur le front en 1914 au col du Bonhomme.

### Personnalités liées à la commune
- Paul Froment (1875-1898), poète occitan. Voir : Paul Froment ; "poète paysan"
- Marie Désiré Pierre Bataille (1862-1914), général.

### Héraldique
| Blason de Floressas | Blason  | Parti : au 1er burelé d'or et de gueules, à une grappe de raisin de sable tigée et feuillée au naturel brochante, au 2d d'azur à deux chiens braques d'argent passant l'un sur l'autre. |
| Blason de Floressas | Détails | Le premier est aux armes de la famille de Beynac, qui posséda le fief de Floressas dans la première moitié du XIVe siècle, et auxquelles fut ajoutée une grappe de raisin évoquant l'activité viticole du village. Le second est quant à lui aux armes de la famille Brachet de Peyrusse, dont étaient issus les seigneurs de Floressas du XVIIe siècle jusqu'à la Révolution. Le statut officiel du blason reste à déterminer. |

## Pour approfondir

#### Site de l'Insee
1. ↑  « La grille communale de densité », sur le site de l'Insee, 28 mai 2024 (consulté le 28 juin 2024).
2. ↑  Insee, « Métadonnées de la commune de Floressas ».
3. ↑  « Base des aires d'attraction des villes 2020. », sur le site de l'Insee, 21 octobre 2020 (consulté le 28 juin 2024).
4. ↑  Marie-Pierre de Bellefon, Pascal Eusebio, Jocelyn Forest, Olivier Pégaz-Blanc et Raymond Warnod (Insee), « En France, neuf personnes sur dix vivent dans l’aire d’attraction d’une ville », sur le site de l'Insee, 21 octobre 2020 (consulté le 28 juin 2024).
5. ↑  « REV T1 - Ménages fiscaux de l'année 2018 à Floressas » (consulté le 5 février 2022).
6. ↑  « REV T1 - Ménages fiscaux de l'année 2018 dans le Lot » (consulté le 5 février 2022).
7. 1 2  « Emp T1 - Population de 15 à 64 ans par type d'activité en 2018 à Floressas » (consulté le 5 février 2022).
8. ↑  « Emp T1 - Population de 15 à 64 ans par type d'activité en 2018 dans le Lot » (consulté le 5 février 2022).
9. ↑  « Emp T1 - Population de 15 à 64 ans par type d'activité en 2018 dans la France entière » (consulté le 5 février 2022).
10. ↑  « Base des aires d'attraction des villes 2020 », sur site de l'Insee (consulté le 10 avril 2021).
11. ↑  « Emp T5 - Emploi et activité en 2018 à Floressas » (consulté le 5 février 2022).
12. ↑  « ACT T4 - Lieu de travail des actifs de 15 ans ou plus ayant un emploi qui résident dans la commune en 2018 » (consulté le 5 février 2022).
13. ↑  « ACT G2 - Part des moyens de transport utilisés pour se rendre au travail en 2018 » (consulté le 5 février 2022).
14. ↑  « DEN T5 - Nombre d'établissements par secteur d'activité au 31 décembre 2019 à Floressas » (consulté le 14 février 2022).
15. ↑  « DEN T5 - Nombre d'établissements par secteur d'activité au 31 décembre 2019 dans le Lot » (consulté le 14 février 2022).

#### Autres sources
1. ↑  Carte IGN sous Géoportail
2. ↑  Répertoire géographique des communes, publié par l'Institut national de l'information géographique et forestière, [lire en ligne].
3. 1 2  Daniel Joly, Thierry Brossard, Hervé Cardot, Jean Cavailhes, Mohamed Hilal et Pierre Wavresky, « Les types de climats en France, une construction spatiale », Cybergéo, revue européenne de géographie - European Journal of Geography, no 501,‎ 18 juin 2010 (DOI 10.4000/cybergeo.23155, lire en ligne, consulté le 14 novembre 2023)
4. ↑  « Zonages climatiques en France métropolitaine. », sur pluiesextremes.meteo.fr (consulté le 14 novembre 2023).
5. ↑  « Orthodromie entre Floressas et Anglars-Juillac », sur fr.distance.to (consulté le 14 novembre 2023).
6. ↑  « Station Météo-France « Anglars » (commune d'Anglars-Juillac) - fiche climatologique - période 1991-2020 », sur donneespubliques.meteofrance.fr (consulté le 14 novembre 2023).
7. ↑  « Station Météo-France « Anglars » (commune d'Anglars-Juillac) - fiche de métadonnées. », sur donneespubliques.meteofrance.fr (consulté le 14 novembre 2023).
8. ↑  « Climadiag Commune : diagnostiquez les enjeux climatiques de votre collectivité. », sur meteofrance.fr, novembre 2022 (consulté le 14 novembre 2023).
9. ↑  « Liste des ZNIEFF de la commune de Floressas », sur le site de l'Inventaire national du patrimoine naturel (consulté le 2 septembre 2021).
10. ↑  « ZNIEFF les « pelouses sèches du pech Carlat et prairies humides du Saint-Matré » - fiche descriptive », sur le site de l'inventaire national du patrimoine naturel (consulté le 2 septembre 2021).
11. ↑  « ZNIEFF le « plateau de Floressas, combe de Lagard Basse, coteaux attenants et coteaux de Grézels » - fiche descriptive », sur le site de l'inventaire national du patrimoine naturel (consulté le 2 septembre 2021).
12. ↑  « CORINE Land Cover (CLC) - Répartition des superficies en 15 postes d'occupation des sols (métropole). », sur le site des données et études statistiques du ministère de la Transition écologique. (consulté le 14 avril 2021).
13. 1 2 3  « Les risques près de chez moi - commune de Floressas », sur Géorisques (consulté le 17 octobre 2022).
14. ↑  BRGM, « Évaluez simplement et rapidement les risques de votre bien », sur Géorisques (consulté le 13 septembre 2022).
15. ↑  DREAL Occitanie, « CIZI », sur occitanie.developpement-durable.gouv.fr (consulté le 13 septembre 2022).
16. ↑  « Dossier départemental des risques majeurs dans le Lot », sur lot.gouv.fr (consulté le 13 septembre 2022), partie 1 -  chapitre Risque inondation.
17. ↑  « Dossier départemental des risques majeurs dans le Lot », sur lot.gouv.fr (consulté le 13 septembre 2022).
18. ↑  « Dossier départemental des risques majeurs dans le Lot », sur lot.gouv.fr (consulté le 13 septembre 2022), chapitre Mouvements de terrain.
19. 1 2  « Liste des cavités souterraines localisées sur la commune de Floressas », sur georisques.gouv.fr (consulté le 13 septembre 2022).
20. ↑  « Retrait-gonflement des argiles », sur le site de l'observatoire national des risques naturels (consulté le 13 septembre 2022).
21. ↑  Article R214-112 du code de l’environnement
22. ↑  « barrage de Grandval », sur barrages-cfbr.eu (consulté le 13 septembre 2022).
23. ↑  « barrage de Sarrans », sur barrages-cfbr.eu (consulté le 13 septembre 2022).
24. ↑  « Dossier départemental des risques majeurs dans le Lot », sur lot.gouv.fr (consulté le 13 septembre 2022), chapitre Risque rupture de barrage.
25. ↑  Gaston Bazalgues, À la découverte des noms de lieux du Quercy : Toponymie lotoise, Gourdon, Éditions de la Bouriane et du Quercy, juin 2002, 127 p. (ISBN 2-910540-16-2), p. 111.
26. ↑  Bulletins de La Société des Études du Lot
27. ↑  Sources :
* Jean Lartigaut, Puy-l’Evêque au Moyen Âge – Le castrum et la châtellenie (XIIIe – XVe siècle), Ed. du Roc de Bourzac, 1991, p. 36, 72, 86.
* Gilles Séraphin, Le château de Floressas, Évaluation archéologique, 1996
* Abbé Reilhé, Monographie de la paroisse de Floressas, dans Quercy, T. 41, Archives diocésaines, Cahors, p. 7, 10, 21-22
* Jean Lartigaut, Les Comarque en Quercy, BSEL, T. CVII, 1986.
28. ↑  art L. 2121-2 du code général des collectivités territoriales.
29. ↑  « Résultats des élections municipales et communautaires 2014 », sur interieur.gouv.fr (consulté le 1er juillet 2020).
30. ↑  « Les maires de Floressas », sur Site francegenweb, 19 février 2011 (consulté le 4 février 2017).
31. ↑  L'organisation du recensement, sur insee.fr.
32. ↑  Calendrier départemental des recensements, sur insee.fr.
33. ↑  Des villages de Cassini aux communes d'aujourd'hui sur le site de l'École des hautes études en sciences sociales.
34. ↑  Fiches Insee - Populations de référence de la commune pour les années 2006, 2007, 2008, 2009, 2010, 2011, 2012, 2013, 2014, 2015, 2016, 2017, 2018, 2019, 2020, 2021 et 2022.
35. 1 2 3 4 5  INSEE, « Population selon le sexe et l'âge quinquennal de 1968 à 2012 (1990 à 2012 pour les DOM) », sur insee.fr, 15 octobre 2015 (consulté le 10 janvier 2016).
36. ↑  INSEE, « Populations légales 2006 des départements et des collectivités d'outre-mer », sur insee.fr, 1er janvier 2009 (consulté le 8 janvier 2016).
37. ↑  INSEE, « Populations légales 2009 des départements et des collectivités d'outre-mer », sur insee.fr, 1er janvier 2012 (consulté le 8 janvier 2016).
38. ↑  INSEE, « Populations légales 2013 des départements et des collectivités d'outre-mer », sur insee.fr, 1er janvier 2016 (consulté le 8 janvier 2016).
39. ↑  Yaika Solidaire 46
40. ↑  « Accueil », sur SYDED du Lot (consulté le 1er juillet 2020).
41. ↑  « Les régions agricoles (RA), petites régions agricoles(PRA) - Année de référence : 2017 », sur agreste.agriculture.gouv.fr (consulté le 14 février 2022).
42. ↑  Présentation des premiers résultats du recensement agricole 2020, Ministère de l’agriculture et de l’alimentation, 10 décembre 2021
43. ↑  « Fiche de recensement agricole - Exploitations ayant leur siège dans la commune de Floressas - Données générales », sur recensement-agricole.agriculture.gouv.fr (consulté le 14 février 2022).
44. 1 2  « Église paroissiale Saint-Martin », sur pop.culture.gouv.fr (consulté le 1er juin 2021).
45. ↑  « 46107 Floressas (Lot) », sur armorialdefrance.fr (consulté le 6 juin 2023).